# تارو هاسيغاوا
تارو هاسيغاوا (باليابانية: 長谷川 太郎) (17 أغسطس 1979 في أداتشي في اليابان – )؛ هو لاعب كرة قدم ياباني سابق كان يلعب كمهاجم.

## وصلات خارجية
- تارو هاسيغاوا على موقع رابطة كرة القدم اليابانية للمحترفين (اليابانية)
- تارو هاسيغاوا على موقع قاعدة بيانات كرة القدم.إي يو (الإنجليزية)
- تارو هاسيغاوا على موقع Soccerway.com (الإنجليزية)
- تارو هاسيغاوا على موقع عالم كرة القدم.نت (الإنجليزية)